# Distretto di Comas (Lima)
Il distretto di Comas è un distretto del Perù che appartiene geograficamente e politicamente alla provincia e dipartimento di Lima. È ubicato a nord della capitale peruviana.

## Data di fondazione
12 dicembre del 1961.

## Popolazione attuale
464 745 abitanti (inei2005) di cui il 57% sono donne e il 43% uomini.

## Superficie
48,75 km².

## Distretti confinanti
Confina a nord con il Distretto di Carabayllo; a sud con il distretto di Independencia; a ovest con il Distretto di Los Olivos e il Distretto di Puente Piedra; e a est con il Distretto di San Juan de Lurigancho.